# Mimetus arushae
Mimetus arushae là một loài nhện trong họ Mimetidae.
Loài này thuộc chi Mimetus. Mimetus arushae được miêu tả năm 1947 bởi Caporiacco.